# Aneflomorpha lineare
Aneflomorpha lineare là một loài bọ cánh cứng trong họ Cerambycidae.